# کاتری متسون
کاتری متسون (انگلیسی: Katri Mattsson؛ زادهٔ ۲۲ نوامبر ۱۹۸۲) بازیکن فوتبال اهل فنلاند است.
از باشگاه‌هایی که در آن بازی کرده‌است می‌توان به باشگاه فوتبال زنان وولفسبورگ اشاره کرد.
وی همچنین در تیم ملی فوتبال زنان فنلاند بازی کرده‌است.